# Кургани у Србији
Пролазећи пре свега равним подручјима Србије могу се запазити мањи или већи брежуљци у пределу – кургани. Још је у 17. веку Марсиљи записао да је обиласком равних предела Војводине видео велик број вештачких тумула. Ове људском руком подигнуте хумке такође се називају и могиле.
Традиција подизања гробних хумки древних народа, на нашем простору била је одлика скита, келта, сармата, кумана, а делом и хуна и авара. Подизане су у распону између каснијег неолита и бронзаног доба, све до антике па и до средњег века (III-I. век п. н. е.—XIII. век).
Хумке наших крајева могу се поделити на равничарске (углавном Војводина) и горске, које су углавном или делимично од камена (громиле). У југоисточној Србији се за камени тумул користи и етимолошко јединствени назив мађилка.
Међутим, о градитељима већине средњоевропских кургана мало се зна. Преовладава став да су ову сакралну архитектуру, аналогну пирамидама и зигуратима на у Европској равници без камена, оставили за собом народи који су били део упада индоевропљана степске културе са истока крајем 3. миленијума пре нове ере. Носиоци ове културе, у археологији познатије као "Јамна" (због укопа у јаме усред хумке) чинили су последњи талас индоевропских сеоба током бакарног доба, који се ширио према западу. Кургански народ се током упада непознатог трајања и интензитета (у најмање три таласа) настањивао уз десну и леву обалу Тисе. Дунав је у то време представљао теже савладиву препреку, а пошто су били ратоборни (на основу археолошких налаза оружја) тако на део староседелачке културе Европе, на пример Белбејкер или Винчанску, нису битно утицали.
Током више таласа продирања курганских народа на подручје Баната, Бачке и делимично Срема подигнут је велик број гробних хумки, у којима су сахрањени положени у грченом положају (ретко кремирани) и посипани окером, обредним симболом надгробног живота. Ово је био највећи грађевински подухват изведен током праисторије на простору Панонске низије и Војводине.

## Стање и перспективе
Процењено је да број свих кургана само у Карпатској котлини до модерног периода износио више од 40,000.
И на територији Војводине забележен је велик број кургана – преко 1000 – али је већина у новијем периоду, посредством модерне аграрне механизације уништена. Само врло мали број кургана, мање од педесетак, је сачувао свој првобитан изглед, којим се лепо уклапа у равничарски предео. Ове релативно нетакнуте хумке су веома значајне данас за све области науке: за археологију њихов унутрашњи садржај предмета и оруђа, за историографију оно што нам откривају о својим древним градитељима, за биологију и екологију њихов сачувани биљни покривач. Хумке у већини земаља, па и у Србији штити закон о заштити природе Србије и делом закон о заштити културног наслеђа Србије. У Србији је формално – на иницијативу ботаничара Завода за заштиту природе Србије заштићен само један курган, Јуришина хумка код Жабља, а археолошки их је истраживано само неколико, систематски обрађено свега туце.
Због великог броја богатих неолитских налазишта, домаћи археолози су потпуно незаинтересовани за енеолитско-курганско раздобље, што се директно види по броју археолошких радова. Већина познатих ископавања степске културе и кургана рађена су још пре ратова, током или након њих, а само незнатан део у савременом периоду. И због таквог, бахатог приступа струке, будућност кургана, као сачуваних културно-историјских елемената предела је неизвесна.

## Историја
У праисторији на тлу Србије, односно у њеном Панонском делу, у Војводини живеле су староседелачке културе претежно из група Тисаполгар–Бодрогкерестур и Вајска-хуњадихалом чији континуитет у археолошким слојевима енеолита прекида продор нових етничких група са истока, такозваних "курганских". Ове групе народа доносе са собом нове, површински и до данас видне одлике: сахрањивање под тумулима и гробове с окером – Јамна култура. У нашој археолошкој литератури се за њих користи термин "Степска култура".
Испод слојева ове културе – у околини кургана које су градили – налазимо остатке ранијих култура које су заменили, на пример позната су налазишта Тисаполгар културе у близини кургана код Црне Баре или код Крстура у Банату.
Вучедолска култура (2. миленијум п. н. е.) представља засебан проблем у археолошко-историјској интерпретацији, јер комбинује елементе староседелачких група које су имали ритус спаљивања покојника (урниране паљевине) комбинован са култом сахрањивања у хумке. Иако је најпознатије налазиште ове културе – поред именодавног Вучедола у Хрватској – Гомолава код Хртковаца, веома је значајан налаз ове културе код нас и тумул код Батајнице (Срем). Велика хумка у Батајници је промера 30 m и сматра се да је кнежевски гроб раног типа, једини као такав пронађен на тлу Србије и западног Балкана. У њој је пронађена вретенаста амфора (баденска урна) костолачког типа, украшена на вучедолски начин.
Познат је још један тумул из овог периода, мањи у односу на претходни. У хумци у Војки су поред спаљених остатака покојника нађени и прилози – бакарни тутули капастог, односно калотастог облика. Код оба тумула евидентирана су спалишта при бази хумке, са остацима жртвених обреда (животињске кости и уломци посуђа), а у средини тумула нађене су урне са пепелом и нагорелим костима. Орнаментика керамичког посуђа (фарбање, жигосање, ровашење и дуборез) је код ове културе доста декоративна у односу на старе културе.
У погледу подигнутих узвишења треба да се помене још и Ласињска култура у којој су насеља била подигнута на теловима са земуницама. Ова култура се већ у енеолитско доба простирала од Приморја преко Босне, до Трансданубије у Мађарској (нпр. околина Балатона), као и у подалпским регијама (Словенија и Корушка у Аустрији).

## Продор степске културе на подручје Потисја и Подунавља
Припадници културе гробних хумки стизали су на наше просторе почев од енеолита, као први освајачи, а свој врхунац развоја у Карпатској котлини достигли су у бронзаном добу. Према сведочењу истраживача из Бачких музеја (Суботица и Сента) који су у Потисју откопавали врло значајна налазишта ове културе (Хоргош, Мартонош, Трешњевац, Велебит, итд.) део популације бакарног и бронзаног периода били су староседеоци, који су сахрањивали старом методом спаљивања и урнирања остатака, а један други део освајачки, стога богатији, представници културе која је сахрањивала испод хумке – што подржава теорију насељења у таласима. У већ од нелита (а можда и палеолита) настањеном Потисју и Подунављу дошло је до јасног мешања староседелачких и новодолазеће курганско-спеске културе. Могуће да разлог незаинтересованости археолошке струке за кургане управо лежи и у чињеници да су освајачи у ствари страни, нови – свега 4000 година стари – елемент, који је на силу и релативно нагло изменио структуру и културу староседелаца – људи који су ту били од пре 6-7000 година (Винчанска, Ватинска, Старчевачка, Тисаполгар, Хуњадихалом, итд. култура). Јасно је и чини се логичним да је важније изучавање староседелаца од досељених култура, чији утицај се – у теорији – и јаче могао сачувати.

## Археологија и проблеми интерпретације
Без ових очигледних остатака њиховог дела руку, великих хумки које су подизали, не бисмо много знали о народима кургана, који и овако крију многе тајне. На пример, у курганима су као стални гробни налази скиптри моделирани у облику стилизоване главе коња (чест симбол код Скита и других древних коњичких народа) и археолози нису сигурни каквог је значења. Највероватније имају карактер племенске ознаке и везани су за статус покојника у друштву. Коњаници ратници имали су посебан статус, и високо признање, што се види по начину сахрањивања – са коњем, узенгијама, оружјем, итд.
Пошто је на истраживању кургана на нашем простору рађено веома мало, археолози нису још исцртали тачно распростирање остатака ове културе.

### Динамика и опсег ширења
Велике Европске реке су биле јака препрека за кретање народа, тако да доносиоци степске културе нису много запоседали територије ван уже области Подунавља (од ушћа Тамиша и Тисе) и нема много доказа ни да су према југу прелазили Саву и Дунав. Њихово присуство археолошки је потврђено пре свега у Банату (Војловица код Панчева, околина Уљме код Вршца, Батка код Зрењанина, Крстур у Банату итд.), док кургани у Бачкој нису уопште истраживани (тек нешто мало у 19. веку). Што се уже Србије и Балкана тиче, појединачни налази степске културе сахрањивања под тумулима се могу приписати налазиштима, или се увиђа бар њихов утицај у околини Неготина (Источна Србија), затим на налазиштима Шуплевац и Црнобуки (Јужна Македонија) и чак у Горњој Тузли у Босни. Са територије Хрватске мало је познатих тумула ове културе (у источној Славонији), овде су чешћи тумули из каснијег, илирског периода (види: Громиле), иако су северније, у Мађарској номади са истока прелазили Дунав, и ширили се ка западу. Наводно су стизали чак до Атлантских и Балтичких обала, што доказују и неке хумке у Аустрији, Немачкој, Холандији. Докази из северне Бугарске такође указују на то да су и на овом простору делимично успевали да пређу Дунав. Археолошки докази показују да су у периоду између 3.000 и 2.200. године п. н. е. стигли преко Дунава и у Срем и источну Славонију, али ту стварају својствену културу у комбинацији са локалним културама.
Све у свему, генерални распоред хумки (археолошки истраживаних или не) показује распрострањеност само у оним подручјима која не одступају превише од матичног степског подручја – Украјине и јужне Русије.
Археолошки, има спорадичних доказа њиховог ширег утицаја. Тако, нађени су дуги кремени ножеви у остави у Кладову који носе типичан степски утицај – иако им се појава овде веже за Бодрогкерестур групу, такви су често налажени у кургнима Јужно руских степа (доказ за хибридну културу на нашем подручју). Истом хоризонту припада и дуги кремени нож из Баранде код Панчева.
Врпчаста керамика је нађена на локалитетима Шуплевац и Црнобуки, те један фрагменат врпчасте керамике у Горњој Тузли. Керамичка посуда из тумула код Крстура, украшена мотивима изведеним у техници утискивања уплетене врпце, такође припада степској култури. У Љесковој Главици код Требиња у хумци, затим у Зеленој Пећини у Херцеговини, Румин-Бителићу у Далмацији, те Одмуту у Црној Гори такође су нађени фрагменти врпчасте керамике које указују на степско порекло.
Још један значајан налаз, камени скиптар у виду стилизоване коњске главе из Шуплевца (Македонија), несумњивог је степског порекла.
Интересантна је и хумка из Рогојевца код Крагујевца са два гроба у центру, у коме су били скелети посипани окером и кремени ножићи као прилози, што је типичан пример сахрањивања из раног бронзаног доба, локалног обележја али са ритуалом који већ указује на утицај степске традиције.

## Друштвено уређење курганских народа
Друштвена и екеономска структура степског енеолита била је првенствено условљена природним карактеристикама матичног поднебља и оног у које су се усељавали. Били су понајвише изразито пастирска племена, усмерена на номадско сточарство, покретна и без сталног пребивалишта. Из тог разлога њихова насеља нигде нису установљена у Панонској низији, средњем и доњем Подунављу.
Један део степске популације у матичним областима (у Украјини, на Кавказу) прешао је на земљорадњу са изразито седелачким насељима, чија стратиграфија потврђује њихову дуготрајност, али то код нас није утврђено. У Европи степски народи живели су типичан номадски живот и нису се задржавали на сталној локацији, већ су се кретали по потреби, на бољу испашу, тамо где има више дивљачи, на за одбрану стратешки погодније локације итд. Постоји могућност и за то да ови досељени народи нису ни могли дуготрајно да се снађу у новој постојбини, наилазећи на разне препреке у виду мочвара око већ поменутих великих река. У односу на суву степу одакле су дошли, Подунавље се и климатски драстично разликовало.
Зашто је кренула њихова експанзија према западу може се само претпоставити, вероватно је дошло до сукоба између племена око простора, или су на други начин били принуђени да се покрену. Тадашња средња Европа није се битно разликовала од степске Азије, мада је Европа била знатније покривена шумом. Војводина је на пример била шумостепа.

## Знаменити кургани у Србији
- Велика хумка у Батајници
- Хумка у Војки
- Кинђа
- Велика хумка
- Јуришина хумка
- Хинга
- Хумка Зако
- Галад град
- Тривунова хумка
- Курган Чука

## Флора и фауна
Живи свет у околини хумки је разноврстан у зависности од очуваности природе. Постоји низ студија, пре свега ботаничких радова на основу којих се тежи реконструисати следеће:
- Шта је живело овде пре култивације степе од стране модерног човека
- Какав је састав биља на кургану, какав је распоред биљних заједница и какав је однос између њих (шта расте при дну а шта при врху, како утиче копање и ометање итд.)
- Да ли је курган вредан за заштиту не само из културно-историјског (археолошког) аспекта, него и као део природног предела, резерват природе.

### Биљке
Наслаге леса генерисане током последње глацијације ветрови и реке су пренеле у равницу и постепено таложиле у дебелим слојевима, а од њега се формирала црна, хумозна чернозем тла. При конструкцији кургана коришћен је овај горњи слој земљишта, тако да је њихов материјал већином лесне структуре. Пре подизања хумки, подручјем је преовладавала лесна вегетација степског карактера. Култивисањем оригиналне низијске лесне вегетације већи део природног биљног покривача је нестао, али су кургани дуго били поштеђени од пољопривреде и тек је индустријализацијом и ширењем екстензивне производње и великих газдинстава, средином 20. века почело њихово уништавање.
Стога, један мали број кургана је сачувао на себи биљни покривач близак природном, са водећим биљкама чешљаста пиревина и полегла метла (Bassia prostrata). У флористичком смислу вредне су и свезе хајдучка трава — слатинска власуља (Festuca pseudovina) и дивљи пелин (Artemisia vulgaris) — слатинска власуља. На многим курганима може се наћи и длакаво ковиље (Stipa capillata) и степски вијук (Festuca rupicola), али можемо сусрести и такве реткости као што су дивљи каранфил (Dianthus pontederae), приморска кадуља (Salvia aethiopis) и панонска зечина (Centaurea sadleriana). Мирисна и лековита мајчина душица такође је уобичајена у околини кургана.
Важније биљне врсте забележене на површинама кургана:
- чешљаста пиревина (Agropyron cristatum)
- булка, дивљи мак (Papaver rhoeas)
- вилин лук, пресличица чупераста (Leopoldia comosa)
- хајдучка трава (Achillea millefolium)
- обична реника, купусац (Cardaria draba)
- оструга, плава купина, остружна купина (Rubus caesius)
- cтричак (Carduus acanthoides)
- магарећи чкаљ (Onopordum acanthium)
- трска (Phragmites australis)
- мишинац лековити, пасји језик (Cynoglossum officinale)
- остика, зечје ухо, глота (Aegilops cylindrica)
- кантарион (Hypericum perforatum)
- степска жалфија (Salvia nemorosa)
- јежевина, јежевица, рђобрадица (Dactylis glomerata)
- зеленоцветни врањи лук (Ornithogalum boucheanum)
- миришљави здравац (Geranium rotundifolium)
- Ковиље пешчарско (Stipa borysthenica)
- ринглов, џенарика, шљива ранка, миробалан (Prunus cerasifera)
- трношљива, мирабела (Prunus insititia)
- трњина (Prunus spinosa)
- дивља мрква (Daucus carota)
- власуља (Bromus sterilis)
- стоклас, овсик усправни (Bromus erectus)
- вучац (Lycium europaeum sin. vulgare)
- пољска детелина (Trifolium arvense)

#### У непосредној околини:
- бели чкаљ, бледа сикавица (Echinops sphaerocephalus)
- мачји репак (Phleum pratense)
- бубрежасти здравац (Geranium pusillum)
- чичак (Arctium lappa)
- црвена класача (Bromus tectorum)
- пуцавица обична (Silene vulgaris)
- лепљиви каранфил, бела потрепуша (Silene viscosa)
- вучја стопа, кокотиња (Aristolochia clematitis)
- гомољасти гавез (Symphytum tuberosum)
- гроњасти звончић (Campanula glomerata)
- пољски осјак (Cirsium arvense)
- овсик, ливадска класача (Bromus racemosus)
- багремац (Amorpha fruticosa)
- ђиповина (Chrysopogon gryllus)
- бескољенка (Molinia caerulea)

#### Дрвенасте врсте:
- пољски брест (Ulmus minor)
- зова (Sambucus nigra)
- абдовина, кепец базовина, бурјан (Sambucus ebulus)
- багрем (Robinia pseudoacacia)
- амерички копривић (Celtis occidentalis)
- бели дуд (Morus alba)
- сива топола (Populus canescens)

### Бескичмењаци, инсекти
И фауна кургана је јединствена. У сувој, топлој микроклими степе многе специфичне врсте налазе своје животне услове, као што су скакавци, на пример италијански скакавац (Calliptamus italicus), богомољка (Mantis religiosa) и носати скакавац (Acrida ungarica). Ту живе и многи други инсекти као што су пољски (Gryllus campestris) и црни зрикавац (Melanogryllus desertus), разни цврчци (Auchenorrhyncha), цикаде (Cicadidae), стенице (Heteroptera) – на пример чест риличар (Hemiptera) је зелена пољска цикада (Cicadella viridis) – док су од правокрилаца (Coleoptera) ту најчешћи трчуљци (Carabidae), бубамаре (Coccinellidae) и земљане стрижибубе (Cerambycidae) које немају крила (Dorcadion pedestre, Dorcadion scopolii, Dorcadion aethiops, Dorcadion fulvum и др.).
Од мекушаца, између осталог, у околини кургана карактеристични су коровски пуж (Xerolenta obvia), панонски пуж (Cepaea vindobonensis), пољски пуж (Cepaea nemoralis) а нешто ређи је шарени пуж (Zebrina detrita) као и ситни трозуби пуж (Chondrula tridens), и врсте Truncatellina cylindrica и Pupilla muscorum.

### Птице
Хумке привлаче велик број птица у равничарском простору где има мало места за њихово гнежђење, за заклон или тражење хране. Пошто је често око кургана релативно очувана природа, са мноштвом инсеката, ту бораве многе наше врсте птица, пре свега:

#### Птице лесних обода:
- брегуница (Riparia riparia)
- пчеларица (Merops apiaster)
- модроврана (Coracias garulus)
- белогуза (Oenanthe oenanthe)
- кукумавка (Athene noctua)
- ветрушка (Falco tinnunculus)

#### Остале врсте птица:
Друге птице овде бораве због лова (на инсекте и глодаре), на пример:
- траварка (Saxicola ssp.)
- степска трептељка (Anthus campestris)
- пупавац (Upupa epops)
- ласта (Hirundo rustica)
- врапци (Passer ssp.)
- сива ветрушка (Falco vespertinus)

Од птица певачица у заклону кургана често се настањују пољска (Alauda arvensis) и ћубаста шева (Galerida cristata), а од кока препелица (Coturnix coturnix) и у равници све ређа јаребица (Perdix perdix).
"Дебели хат" се налази у централном делу резервата природе Пашњаци велике дропље. Ове величанствене птице које се штите овим резерватом често бораве у близини овог археолошког налазишта, мужјаци воле на овом узвишењу да изводе своје свадбене плесове.

### Сисари
Глодари који живе на курганима (на пример хрчкови) привлаче птице грабљивице. Понекад се ту настани и редак и законом заштићен степски твор (Mustela eversmanii).
Најчешће веће животиње у околини кургана:
- Јазавац
- Лисица
- Шакал
- Јеж
- Зец
- Кунић
- Текуница (Spermophilus citellus)
- Пољска волухарица и друге волухарице
- кртица (Talpa europaea)
- ровчица (Crocidura), (Sorex) -Soricidae
- степски миш (Mus spicilegus)
- Срна

### Водоземци и гмизавци
- Гаталинка (Hyla arborea)
- Жаба чешњарка (Pelobates fuscus)
- Ливадски гуштер (Lacerta agilis)
- Степски гуштер (Podarcis tauricus)
- Зидни гуштер (Podarcis muralis)
- Смукуља (Coronella austriaca)

## Галерија
- Анонимна хумка код Црне Баре у северном Банату
- Курган на Камарашу код Хоргоша
- Кнежевски курган на путу ка Иђошу
- Хумка Пап недалеко Сенте
- Хумка Прокеш код Суботице
- Хумка Зако у близини Трешњевца (мађ. Oromhegyes)
- Калварија, место католичког ходочашћа – на кургану, у Кањижи
- Хумка Песак код Мокрина
- Курган Чука код Станишића